# 热诺维诺

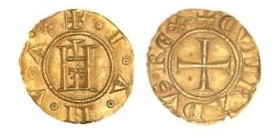
1252年的热诺维诺

热诺维诺（義大利語：genovino）是热那亚共和国在1252年至1415年间使用的一种金币。

## 历史
西撒哈拉的商队经由苏丹向西欧运来了新的黄金供应，这让佛罗伦萨和热那亚得以在13世纪开始铸造这些货币。
1252年热那亚首次发行了热诺维诺，比佛罗伦萨货币稍早，直到1415年停止发行。除了热诺维诺外，还铸造了相当于其八分之一（奥塔维诺，otta在意大利语中表示“八”）和其四分之一（夸托罗拉，quarto在意大利语中表示“四分之一”）价值的货币。
该硬币重3.49克，24克拉（即纯金），直径约20毫米。正面是一座城堡的门，这在中世纪的热那亚硬币中很典型，周围环绕着“+ IANUA”的铭文，拉丁语中意为“门”，与城市名称相似，这一用语在早期货币中已经被使用。
1339年在西蒙内·博卡内格拉（第一位热那亚总督）之后，金币上刻有“X DVX IANVENSIVM PRIMVS”，为表示总督的铭文。